# Малайка Фърт
Малайка Фърт (на английски: Malaika Firth) е модел от Обединено кралство Великобритания и Северна Ирландия.

## Биография
Малайка Фърт е родена на 23 март 1994 година в град Момбаса, Кения. Когато е на седем години се премества да живее в квартал Баркинг, Лондон. Семейството ѝ в Кения принадлежи към етническата група Гиряма.

## Кариера
Фърт е окуражена от майка си да стане модел, след като гледат епизод на „The Model Agency“, който включва и документален филм за „Premier Model Management“. Майка ѝ се обажда на агенцията и организира среща с тях. След разговор с Фърт я убеждава да подпише на място.
Скоро след като започва своята кариера като модел на 17 години се снима за международни модни агенции: Стартира своя дебют на New York Fashion Week SS2012 за Odilon. Тя привлича вниманието на модната индустрия след участието ѝ в кампания есен-2013 Prada, където присъстват Кристи Търлингтън, Катрин Макнийл, Камерън Ръсел, Фрея Ериксен, Фей Фей Сън и Рейчъл Уилямс. Преди това последен чернокож модел който взима участие в кампания на Prada е Наоми Кембъл през 1994 г.
Междувременно Фърт прави опит да пробие в седмицата на модата за колекцията пролет/лято 2014, като ходи на повече от 40 представления, включително на „Jean Paul Gaultier“, „Bottega Veneta“, „Marc Jacobs“, „Kenzo“, „Dolce & Gabbana“ и други. През ноември 2013 г., тя дебютира на „Victoria's Secret Fashion Show“.
За сезон пролет/лято 2014, Фърт участва за втори път в представленията на „Valentino“, „Burberry“ и „Prada“.